# قالب‌گیری فایبرگلاس
قالب‌گیری فایبرگلاس فرآیندی است که در آن پلاستیک‌های رزین تقویت شده با فایبرگلاس به اشکال مفیدی جهت استفاده تبدیل می‌شوند. این فرایند معمولاً ابتدا شامل ساخت قالب و سپس استفاده از قالب برای ساختن جزء فایبرگلاس است. برای ایجاد قطعات و اجزای پیچیده فایبرگلاس، لازم است ابتدا یک قالب ایجاد شود. یک قالب فایبرگلاس را می‌توان بارها و بارها برای تولید قطعات متعددی که از نظر شکل و اندازه یکسان هستند استفاده کرد. قالب‌های فایبرگلاس معمولاً برای ساختن کپی‌های متعدد از قسمتی که ممکن است شکل پیچیده‌ای داشته باشد استفاده می‌شود. برخی از مزایای استفاده از قالب فایبرگلاس عبارتند از: مواد ارزان قیمت، ساخت آنها آسان است، سال‌ها عمر می‌کند و می‌توان از آن برای تولید صدها قطعه استفاده کرد. فرایند با الگویی که می‌خواهید کپی کنید شروع می‌شود.

## قالب‌سازی
فرایند قالب‌گیری فایبرگلاس با یک شی به نام پلاگین یا باک شروع می‌شود. این یک نمایش دقیق از شیئی است که باید ساخته شود. پلاگین را می‌توان از انواع مختلفی از مواد مانند انواع خاصی از فوم ساخت.
پس از تشکیل پلاگین، آن را با یک عامل آزاد کننده قالب اسپری می‌کنند. عامل رهاسازی اجازه می‌دهد تا قالب پس از اتمام کار از دوشاخه جدا شود. عامل رهاسازی قالب یک موم مخصوص یا پی‌وی‌اِی (پلی وینیل الکل) است. با این حال گفته می‌شود که پلی‌وینیل‌الکل اثرات منفی بر روی سطح نهایی قالب دارد.
هنگامی که پلاگین عامل آزادکننده خود را اعمال کرد، ژل‌کوت (لایه‌محافظ) با غلتک، برس یا تفنگ اسپری با طراحی خاص اعمال می‌شود. ژل‌کوت رزین رنگدانه‌ای است و سطح قالب را سخت‌تر و بادوام‌تر می‌کند.
پس از اعمال ماده رهاسازی و ژل‌کوت، لایه‌هایی از فایبرگلاس و رزین روی سطح قرار می‌گیرند. فایبرگلاس استفاده شده معمولاً مشابه فایبرگلاس مورد استفاده در محصول نهایی است.
در فرایند چیدمان، یک لایه حصیر فایبرگلاس اعمال می‌شود و رزین روی آن اعمال می‌شود. سپس از یک غلتک مخصوص برای حذف حباب‌های هوا استفاده می‌شود. حباب‌های هوا، اگر در رزین پخت باقی بمانند، استحکام قالب نهایی را به میزان قابل توجهی کاهش می‌دهند. فرایند چیدمان اسپری فایبرگلاس نیز برای تولید قالب استفاده می‌شود و می‌تواند گوشه‌ها و حفره‌هایی را که تشک یا بافت شیشه‌ای ممکن است بیش از حد سفت باشد پر کند.
هنگامی که لایه‌های نهایی فایبرگلاس روی قالب قرار می‌گیرد، رزین اجازه می‌دهد تا آماده شود و سخت شود. سپس گوه‌ها بین دوشاخه و قالب به منظور جداسازی این دو رانده می‌شوند.
از تکنیک‌های پیشرفته‌ای مانند قالب‌گیری انتقال رزین نیز استفاده می‌شود.

## ساخت یک جزء
فرایند ساخت قطعات شامل ساختن یک جزء بر روی قالب فایبرگلاس است. قالب یک تصویر منفی از قطعه‌ای است که قرار است ساخته شود، بنابراین فایبرگلاس به جای اطراف آن در داخل قالب اعمال می‌شود.
همان‌طور که در فرایند ساخت قالب، ابتدا عامل رهاسازی روی قالب اعمال می‌شود. سپس ژل‌کت رنگی اعمال می‌شود. سپس لایه‌های فایبرگلاس با همان روش قبلی اعمال می‌شود. پس از تکمیل و پخت، جزء با استفاده از گوه، هوای فشرده یا هر دو از قالب جدا می‌شود.

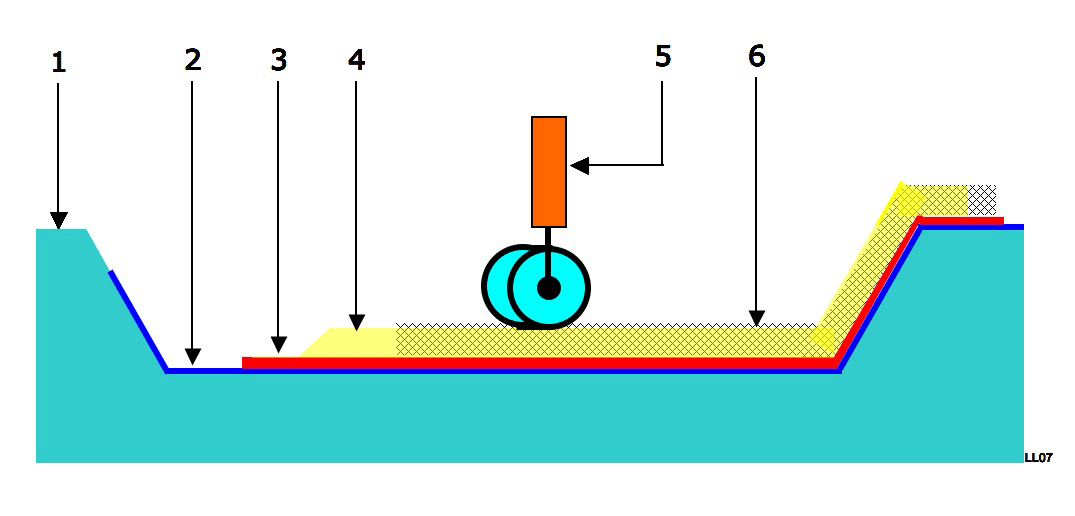
قالب‌گیری دستی. تجسم فرایند دراز کردن دست

با ساختن قالب برای دریچه بدنه شروع می‌کنیم، به این ترتیب برای دریچه یک الگو درست می‌کنیم و از الگوی دریچه استفاده می‌کنیم تا الگوی بدنه کاملاً با دریچه متناسب شود. با اعمال رهاسازی قالب بر روی الگو، استفاده از موم رهاسازی قالب پارتال و رهاسازی قالب مایع کاورال بسیار مهم است. اپیلاسیون تکرار می‌شود؛ چند بار به سطح بستگی دارد. اگر سطح دارای پتانسیل تخلخل باشد، چندین بار لازم است. این لایه‌های موم عیوب سطح ریز را پر می‌کند. اگر شک دارید، لایه‌های بیشتری از موم اضافه کنید. اگر به‌طور کامل پر نشوند، اپوکسی در این عیوب قفل می‌شود. سپس قالب مایع پوششی روی موم اعمال می‌شود.
روکش را می‌توان با یک برس رنگ با کیفیت خوب اعمال کرد، بعد از هر بار می‌توان از آب برای تمیز کردن برس رنگ استفاده کرد. یک لایه نازک یکنواخت بمالید و مراقب باشید هر گونه مایع اضافی یا ترشحات از بین برود. اجازه دهید این کت خشک شود و لایه دوم را برای اطمینان از پوشش یکنواخت کامل بمالید.
گرد و غبار و کثیفی را می‌توان با آزاد شدن قالب در حین خشک شدن و تبدیل شدن به بخشی از سطح قالب به دام انداخت. اگر ایرادی در قالب خود دارید، لایه را با آب و حوله کاغذی بردارید و مجدداً از قالب Coverall استفاده کنید. سطحی که در رهاسازی قالب می‌بینید همان سطحی است که در قالب و قطعات خواهید دید. پس از قالب‌گیری قطعه باید از قالب خارج شود و قسمت با آب و دستمال کاغذی خارج شود و قبل از عملیات قالب‌گیری بعدی دوباره اعمال شود.
اولین قدم در ساخت قالب فایبرگلاس این است که یک مدل از شی یا بخشی را که می‌خواهید تولید کنید ایجاد کنید. این مدل را می‌توان از مواد مختلفی از جمله خاک‌رس، فوم یا چوب ساخت. مدل باید یک کپی دقیق از قسمت نهایی باشد که می‌خواهید تولید کنید.

## گام دوم: عامل اننشار را ایجاد کنید
هنگامی که مدل خود را تهیه کردید، باید یک عامل رهاسازی را روی سطح اعمال کنید. این کار از چسبیدن فایبرگلاس به مدل جلوگیری می‌کند و به شما امکان می‌دهد پس از سفت شدن آن را جدا کنید. می‌توانید مواد رهاسازی را خریداری کنید که به‌طور خاص برای استفاده در قالب‌های فایبرگلاس طراحی شده‌اند.

## گام سوم: ژل‌کوت بزنید
مرحله بعدی این است که یک لایه ژل‌کت به مدل بزنید. ژل کت رزین رنگدانه‌ای است که برای ایجاد یک سطح صاف و براق در قسمت نهایی استفاده می‌شود. ژل‌کت را با قلم مو یا تفنگ اسپری بزنید و مطمئن شوید که تمام سطح مدل را بپوشاند.

## گام چهارم: تشک فایبرگلاس را اعمال کنید
پس از اینکه پوشش ژل خشک شد، نوبت به استفاده از تشک فایبرگلاس می‌رسد. تشک فایبرگلاس از الیاف شیشه کوچک تشکیل شده است که با یک رزین در کنار هم قرار می‌گیرند. حصیر را به قطعاتی که کمی بزرگتر از سطح مدل هستند برش دهید و شروع به اعمال آنها روی سطح کنید. اطمینان حاصل کنید که از رزین کافی برای اشباع کردن تشک استفاده کرده و از چسبیدن آن به سطح مدل اطمینان حاصل کنید.

## گام پنجم: لایه‌های اضافی فایبرگلاس را اعمال کنید
هنگامی که اولین لایه فایبرگلاس خشک شد، می‌توانید لایه‌های اضافی را اعمال کنید تا به ضخامت مورد نظر برسید. هر لایه باید قبل از اعمال لایه بعدی اجازه خشک شدن داشته باشد. همان‌طور که لایه‌های اضافی را اعمال می‌کنید، ممکن است بخواهید از انواع مختلف فایبرگلاس مانند تشک‌های رشته‌ای خرد شده یا رووینگ بافته شده برای ایجاد یک قالب قوی‌تر استفاده کنید.

## گام ششم: قالب را بردارید
پس از سفت شدن لایه نهایی فایبرگلاس، می‌توانید قالب را از مدل جدا کنید. لبه‌های قالب را با دقت از مدل جدا کنید و به آرامی آن را بردارید. اگر قالب گیرکرده‌باشد، ممکن است لازم باشد از یک عامل رهاکننده برای کمک به شل‌شدن آن استفاده‌کنید.

## گام هفتم: قالب را برش بزنید
پس از برداشتن قالب، می‌توانید با استفاده از ابزار چرخشی یا اره، تمام فایبرگلاس اضافی را از لبه‌ها جدا کنید. مراقب باشید در خود قالب برش نزنید.

## گام هشتم: پوشش نهایی عامل رهاسازی را اعمال کنید
قبل از استفاده از قالب، مهم است که یک لایه‌نهایی عامل رهاسازی را اعمال کنید. این اطمینان حاصل می‌کند که قسمت فایبرگلاس را می‌توان به‌راحتی جدا کرد و قالب را می‌توان به‌طور مکرر استفاده کرد.
در پایان، ساخت قالب فایبرگلاس نیاز به مهارت و حوصله دارد، اما این فرآیندی است که می‌توان با تمرین به آن مسلط شد. با انجام این مراحل می‌توانید قالبی بادوام و قابل‌اعتماد ایجاد کنید که به شما امکان می‌دهد قطعات و اجزای فایبرگلاس با کیفیت بالا را تولید کنید. با ابزار و مواد مناسب، می‌توانید از امروز شروع به ساخت قالب‌های خود کنید.